# پالوساری (واسا)
پالوساری (به فنلاندی: Palosaari)، (به سوئدی: Brändö) یکی از محله‌های قدیمی و یکی از زیرمنطقه‌های واسا است که در شمال مرکز شهر قرار دارد. پالوساری پیش‌تر یک جزیره بوده که به دلیل بالاآمدن سطح زمین اکنون به خشکی متصل شده است. بر پایه آمار سال ۲۰۱۷، این منطقه ۵٬۷۵۸ نفر جمعیت داشته است.

## نهادهای آموزشی
در پالوساری چندین مؤسسه آموزش عالی قرار دارند از جمله:
- دانشگاه واسا
- دانشگاه علوم کاربردی نوویا
- دانشگاه علوم کاربردی واسا

پالوساری همچنین محل مرکز تجاری واسا، ساختمان اداری ایالتی است که در میان سایر موارد، آژانس اداری منطقه‌ای ایالتی برای فنلاند غربی و مرکزی و دفتر واسای اولیس‌رادیو را در خود جای داده است.

## معماری و زندگی شهری
کلیسای سنگی پالوساری به سبک هنر نو در سال ۱۹۱۰ طبق طرحی از آلفرد ویلهلم استنفورس ساخته شد.
پالوساری زمانی بندر بزرگ قیر بود که نام خود را به ساختمان اصلی دانشگاه واسا، ترواهوی (Tervahovi)، داده است (تروا در فنلاندی به معنی قیر است). ساختمان‌های مسکونی در پالوساری خانه‌های چوبی تا حدودی قدیمی اما عمدتاً بازسازی شده هستند. در نزدیکی اونکی‌لاهتی منطقه‌ای از مسکن دانشجویی وجود دارد که متعلق به بنیاد مسکن دانشجویی واسا (ووآس) است.

## محله‌های تشکیل‌دهنده
زیرمنطقۀ پالوساری به پنج محلۀ کوچک تقسیم می‌شود. این تقسیمات با شماره‌های ۱۵ تا ۱۹ در نقشه‌های شهری تطابق دارند.
1. دانشگاه (واسا)
2. ساحل اونکی‌لاهدن
3. سونتی
4. مرکز پالوساری
5. ویکینگا[۱]

## معنی نام
پالو (Palo) در فنلاندی به معنی «آتش» یا «سوخته» است و ساری (Saari) معنای «جزیره» می‌دهد. بنابراین معنی نام این منطقه «جزیرۀ آتش» یا «جزیرۀ سوخته» است. 
نام سوئدی هم ترکیبی از Bränd (سوختن) و ö (جزیره) و به همین معناست.